# Dipoena esra
Espèce
Dipoena esra est une espèce d'araignées aranéomorphes de la famille des Theridiidae.

## Distribution
Cette espèce se rencontre au Pérou dans la région de Huánuco et au Brésil en Amazonas et au Pará,.

## Description
La femelle holotype mesure 1,6 mm et le mâle décrit par Rodrigues en 2013 1,63 mm.

## Publication originale
- Levi, 1963 : American spiders of the genera Audifia, Euryopis and Dipoena (Araneae: Theridiidae). Bulletin of the Museum of Comparative Zoology, vol. 129, no 2, p. 121-185 (texte intégral).